# Grizzlys Wolfsburg
Grizzlys Wolfsburg je německý klub ledního hokeje, který sídlí ve městě Wolfsburg ve spolkové zemi Dolní Sasko. Založen byl v roce 1964 pod názvem SEC Wolfsburg (Ski- und Eissportclub). Svůj současný název nese od roku 2015. Německý pohár vyhrál v roce 2009. Od sezóny 2007/08 působí v Deutsche Eishockey Lize, německé nejvyšší soutěži ledního hokeje. Klubové barvy jsou oranžová a černá.
Své domácí zápasy odehrává v Eis Areně Wolfsburg s kapacitou 4 500 diváků.

## Historické názvy
Zdroj:
- 1964 – SEC Wolfsburg (Ski- und Eissportclub Wolfsburg)
- 1971 – TV Jahn Wolfsburg (Turnverein Jahn Wolfsburg)
- 1986 – ESC Wolfsburg (Eis- und Sportclub Wolfsburg)
- 1994 – EC Wolfsburg (Eishockeyclub Wolfsburg)
- 1996 – EHC Grizzly Adams Wolfsburg (Eishockeyclub Grizzly Adams Wolfsburg)
- 2015 – Grizzlys Wolfsburg

## Získané trofeje
- Deutscher Eishockeypokal ( 1× )
  - 2008/09

## Přehled ligové účasti
Stručný přehled
Zdroj:
- 1978–1979: Eishockey-Regionalliga Nord (4. ligová úroveň v Německu)
- 1979–1981: Eishockey-Regionalliga West (4. ligová úroveň v Německu)
- 1981–1987: Eishockey-Oberliga Nord (3. ligová úroveň v Německu)
- 1987–1992: 2. Eishockey-Bundesliga (2. ligová úroveň v Německu)
- 1992–1993: Eishockey-Oberliga Nord (3. ligová úroveň v Německu)
- 1993–1994: Eishockey-Regionalliga Nord (4. ligová úroveň v Německu)
- 1994–1996: 1. Eishockey-Liga Nord (2. ligová úroveň v Německu)
- 1996–1998: Eishockey-Regionalliga Nord (4. ligová úroveň v Německu)
- 1998–1999: 1. Eishockey-Liga Nord (3. ligová úroveň v Německu)
- 1999–2001: Eishockey-Oberliga Nord (3. ligová úroveň v Německu)
- 2001–2004: 2. Eishockey-Bundesliga (2. ligová úroveň v Německu)
- 2004–2005: Deutsche Eishockey Liga (1. ligová úroveň v Německu)
- 2005–2007: 2. Eishockey-Bundesliga (2. ligová úroveň v Německu)
- 2007– : Deutsche Eishockey Liga (1. ligová úroveň v Německu)

Jednotlivé ročníky
Zdroj:
Legenda: ZČ - základní část, červené podbarvení - sestup, zelené podbarvení - postup, fialové podbarvení - reorganizace, změna skupiny či soutěže
| Německo (1978 – ) |                         |           |                  |                                                                                   |                                                                                   |                                                                                   |
| Sezóny            | Soutěž                  | Úroveň    | ZČ               | Play-off                                                                          | Poznámky                                                                          |                                                                                   |
| 1978/79           | Regionalliga Nord       | 4. úroveň | 7. místo         |                                                                                   |                                                                                   |                                                                                   |
| 1979/80           | Regionalliga West       | 4. úroveň | 4. místo         |                                                                                   |                                                                                   |                                                                                   |
| 1980/81           | Regionalliga West       | 4. úroveň | 2. místo         | Finálová skupina (2. místo)                                                       | Postup                                                                            |                                                                                   |
| 1981/82           | Oberliga Nord           | 3. úroveň | 7. místo         |                                                                                   |                                                                                   |                                                                                   |
| 1982/83           | Oberliga Nord           | 3. úroveň | –. místo         |                                                                                   | Odstoupení                                                                        |                                                                                   |
| 1983/84           | Oberliga Nord           | 3. úroveň | 5. místo         | Skupina o udržení (1. místo)                                                      |                                                                                   |                                                                                   |
| 1984/85           | Oberliga Nord           | 3. úroveň | 6. místo         | Baráž o 2. Bundesligu Nord (8. místo)                                             |                                                                                   |                                                                                   |
| 1985/86           | Oberliga Nord           | 3. úroveň | 11. místo        | Baráž o Oberligu Nord, sk. A (4. místo)                                           |                                                                                   |                                                                                   |
| 1986/87           | Oberliga Nord           | 3. úroveň | 3. místo         | Baráž o 2. Bundesligu Nord (7. místo)                                             | Postup                                                                            |                                                                                   |
| 1987/88           | 2. Bundesliga Nord      | 2. úroveň | 6. místo         | Baráž o 2. Bundesligu Nord (1. místo)                                             |                                                                                   |                                                                                   |
| 1988/89           | 2. Bundesliga Nord      | 2. úroveň | 4. místo         | Baráž o Bundesligu (7. místo)                                                     |                                                                                   |                                                                                   |
| 1989/90           | 2. Bundesliga Nord      | 2. úroveň | 4. místo         | Baráž o Bundesligu (10. místo)                                                    |                                                                                   |                                                                                   |
| 1990/91           | 2. Bundesliga Nord      | 2. úroveň | 7. místo         | Baráž o 2. Bundesligu Nord (3. místo)                                             |                                                                                   |                                                                                   |
| 1991/92           | 2. Bundesliga Nord      | 2. úroveň | 6. místo         | Skupina o udržení (7. místo)                                                      | Sestup                                                                            |                                                                                   |
| 1992/93           | Oberliga Nord           | 3. úroveň | 4. místo         | Finálová skupina (4. místo)                                                       | Odstoupení                                                                        |                                                                                   |
| 1993/94           | Regionalliga Nord       | 4. úroveň | 1. místo         | Baráž o Oberligu Nord (5. místo)                                                  | Reorganizace                                                                      |                                                                                   |
| 1994/95           | 1. Eishockey-Liga Nord  | 2. úroveň | 4. místo         | Finálová skupina (4. místo)                                                       |                                                                                   |                                                                                   |
| 1995/96           | 1. Eishockey-Liga Nord  | 2. úroveň | 12. místo        |                                                                                   | Odstoupení                                                                        |                                                                                   |
| 1996/97           | Regionalliga Nord       | 4. úroveň | ?. místo         |                                                                                   |                                                                                   |                                                                                   |
| 1997/98           | Regionalliga Nord       | 4. úroveň | ?. místo         |                                                                                   | Postup                                                                            |                                                                                   |
| 1998/99           | 1. Eishockey-Liga Nord  | 3. úroveň | 9. místo         | Baráž o 1. Ligu Nord (1. místo)                                                   | Reorganizace                                                                      |                                                                                   |
| 1999/00           | Oberliga Nord           | 3. úroveň | 5. místo         | Čtvrtfinále                                                                       |                                                                                   |                                                                                   |
| 2000/01           | Oberliga Nord           | 3. úroveň | 1. místo         |                                                                                   | Postup                                                                            |                                                                                   |
| 2001/02           | 2. Bundesliga           | 2. úroveň | 6. místo         | Čtvrtfinále                                                                       |                                                                                   |                                                                                   |
| 2002/03           | 2. Bundesliga           | 2. úroveň | 7. místo         | Čtvrtfinále                                                                       |                                                                                   |                                                                                   |
| 2003/04           | 2. Bundesliga           | 2. úroveň | 1. místo         | Vítěz                                                                             | Postup                                                                            |                                                                                   |
| 2004/05           | Deutsche Eishockey Liga | 1. úroveň | 13. místo        | Play-out (výhra)                                                                  | Ztráta licence                                                                    |                                                                                   |
| 2005/06           | 2. Bundesliga           | 2. úroveň | 8. místo         | Čtvrtfinále                                                                       |                                                                                   |                                                                                   |
| 2006/07           | 2. Bundesliga           | 2. úroveň | 2. místo         | Vítěz                                                                             | Postup                                                                            |                                                                                   |
| 2007/08           | Deutsche Eishockey Liga | 1. úroveň | 13. místo        | Ne                                                                                |                                                                                   |                                                                                   |
| 2008/09           | Deutsche Eishockey Liga | 1. úroveň | 7. místo         | Čtvrtfinále Prohra s Hannover Scorpions 2 : 4                                     |                                                                                   |                                                                                   |
| 2009/10           | Deutsche Eishockey Liga | 1. úroveň | Bronzová medaile | Semifinále Prohra s Augsburger Panther 1 : 3                                      |                                                                                   |                                                                                   |
| 2010/11           | Deutsche Eishockey Liga | 1. úroveň | Zlatá medaile    | Finále Prohra s Eisbären Berlín 0 : 3                                             |                                                                                   |                                                                                   |
| 2011/12           | Deutsche Eishockey Liga | 1. úroveň | Bronzová medaile | Čtvrtfinále Prohra s Straubing Tigers 0 : 4                                       |                                                                                   |                                                                                   |
| 2012/13           | Deutsche Eishockey Liga | 1. úroveň | 10. místo        | Semifinále Prohra s Kölner Haie 0 : 3                                             |                                                                                   |                                                                                   |
| 2013/14           | Deutsche Eishockey Liga | 1. úroveň | 6. místo         | Semifinále Prohra s Kölner Haie 1 : 4                                             |                                                                                   |                                                                                   |
| 2014/15           | Deutsche Eishockey Liga | 1. úroveň | 7. místo         | Semifinále Prohra s Adler Mannheim 0 : 4                                          |                                                                                   |                                                                                   |
| 2015/16           | Deutsche Eishockey Liga | 1. úroveň | 4. místo         | Finále Prohra s EHC Red Bull München 0 : 4                                        |                                                                                   |                                                                                   |
| 2016/17           | Deutsche Eishockey Liga | 1. úroveň | 5. místo         | Finále Prohra s EHC Red Bull München 1 : 4                                        |                                                                                   |                                                                                   |
| 2017/18           | Deutsche Eishockey Liga | 1. úroveň | 7. místo         | Čtvrtfinále Prohra s Eisbären Berlín 1 : 4                                        |                                                                                   |                                                                                   |
| 2018/19           | Deutsche Eishockey Liga | 1. úroveň | 12. místo        | Ne                                                                                |                                                                                   |                                                                                   |
| 2019/20           | Deutsche Eishockey Liga | 1. úroveň | 9. místo         | Ročník zrušen po odehrání základní části z důvodu epidemie koronaviru SARS-CoV-2. | Ročník zrušen po odehrání základní části z důvodu epidemie koronaviru SARS-CoV-2. | Ročník zrušen po odehrání základní části z důvodu epidemie koronaviru SARS-CoV-2. |
| 2020/21           | Deutsche Eishockey Liga | 1. úroveň |                  | Finále Prohra s Eisbären Berlín 1 : 2                                             |                                                                                   |                                                                                   |
| 2021/22           | Deutsche Eishockey Liga | 1. úroveň | Bronzová medaile | Semifinále Prohra s EHC Red Bull München 0 : 3                                    |                                                                                   |                                                                                   |
| 2022/23           | Deutsche Eishockey Liga | 1. úroveň | 5. místo         | Semifinále Prohra s EHC Red Bull München 3 : 4                                    |                                                                                   |                                                                                   |
| 2023/24           | Deutsche Eishockey Liga | 1. úroveň | 4. místo         | Čtvrtfinále Prohra s EHC Red Bull München 0 : 4                                   |                                                                                   |                                                                                   |

## Účast v mezinárodních pohárech
Zdroj:
Legenda: SP - Spenglerův pohár, EHP - Evropský hokejový pohár, EHL - Evropská hokejová liga, SSix - Super six, IIHFSup - IIHF Superpohár, VC - Victoria Cup, HLMI - Hokejová liga mistrů IIHF, ET - European Trophy, HLM - Hokejová liga mistrů, KP – Kontinentální pohár
- SP 2011 – Semifinále
- HLM 2016/2017 – Šestnáctifinále
- HLM 2017/2018 – Základní skupina A (4. místo)